# Comptoirs modernes
Comptoirs Modernes S.A. (CM) était une entreprise française du secteur de la grande distribution, qui possédait différents formats de magasin sous les enseignes Stoc, exploitée directement, et Comod, exploitée en franchise et magasin succursaliste, tout comme Marché Plus.

## Historique

### Création et développement
Créée en 1928 par Léopold Gouloumès (L'Alimentation Rémoise) et Guillaume Plassart (Docks de l'Ouest), cette société ouvre sa première succursale libre-service en 1948 et sa première supérette en 1958. Les Comptoirs modernes prendront successivement le contrôle des groupes succursalistes régionaux français : Brisset, Amiot, l'Économique de Rennes, L'Union commerciale de Meaux, Badin-Defforey, Major-Unidis.
En 1968 ouvre au Mans un hypermarché Record, le cinquième de France et le second sous cette enseigne. Pour cette activité, les Comptoirs modernes sont associés à parité avec les établissements Decré au sein d'une structure nommée Sogramo (acronyme de Société Des Grands Magasins De L'ouest). En 1972, Decré se retire de la Sogramo au profit de Carrefour. 
En 1973, l'enseigne Comod, diminutif de Comptoirs Modernes, est lancée. En 1979, Marcel Fournier et Denis Defforey reprennent l'ancienne activité familiale de Lagnieu (Saint-Sorlin-en-Bugey), et à cette occasion, le groupe Carrefour devient actionnaire de référence de Comptoirs Modernes S.A. avec 25 % des parts.
Dans les années 1990, les Comptoirs Modernes S.A., présidé et dirigé par Jean-Claude Plassart, fonctionnaient de façon décentralisée et étaient divisés en six zones :
- Comptoirs Modernes Economiques de Normandie (CMEN) société basée au Mans[5] ;
- Comptoirs Modernes-Badin-Defforey (CMBD) société basée à Saint-Sorlin-en-Bugey dans le canton de Lagnieu[5] ;
- Comptoirs Modernes Economiques de Rennes (CMER) société basée à Rennes[5] ;
- Comptoirs Modernes-Major Unidis (CMMU) société basée à Bourges[5] ;
- Comptoirs Modernes-Union Commercial (CMUC) ;
- Stoc Sud Est.

En 1990 est créée l'enseigne Marché Plus, sur le format du petit supermarché urbain.
Fin 1998, Comptoirs modernes rachète l'activité supermarchés du groupe Lojas Americanas au Brésil, ayant un parc de 23 magasins, 18 ont pris l'enseigne Stoc et 5 l'enseigne Carrefour.

### Rachat par Carrefour et disparition
En novembre 1998, le groupe Carrefour, qui possédait déjà 22,8 % du capital des Comptoirs Modernes, en rachète la quasi-totalité (98,4 %, d'abord par une OPA amicale puis par OPE). Cela permet à Carrefour, très peu présent sur le format supermarché, de s'y implanter.
Quelques années après, les magasins Stoc prennent l'enseigne Champion (ancienne enseigne du groupe Promodès) à la suite d'une rationalisation des enseignes liée à une seconde fusion, en 1999, entre les groupes Carrefour et Promodès.